# Günter-Peter Ploog
Günter-Peter Ploog  (* 13. Januar 1948 in Albersdorf; † 17. September 2016 in Hamburg) war ein deutscher Sportjournalist und TV-Produzent.

## Werdegang

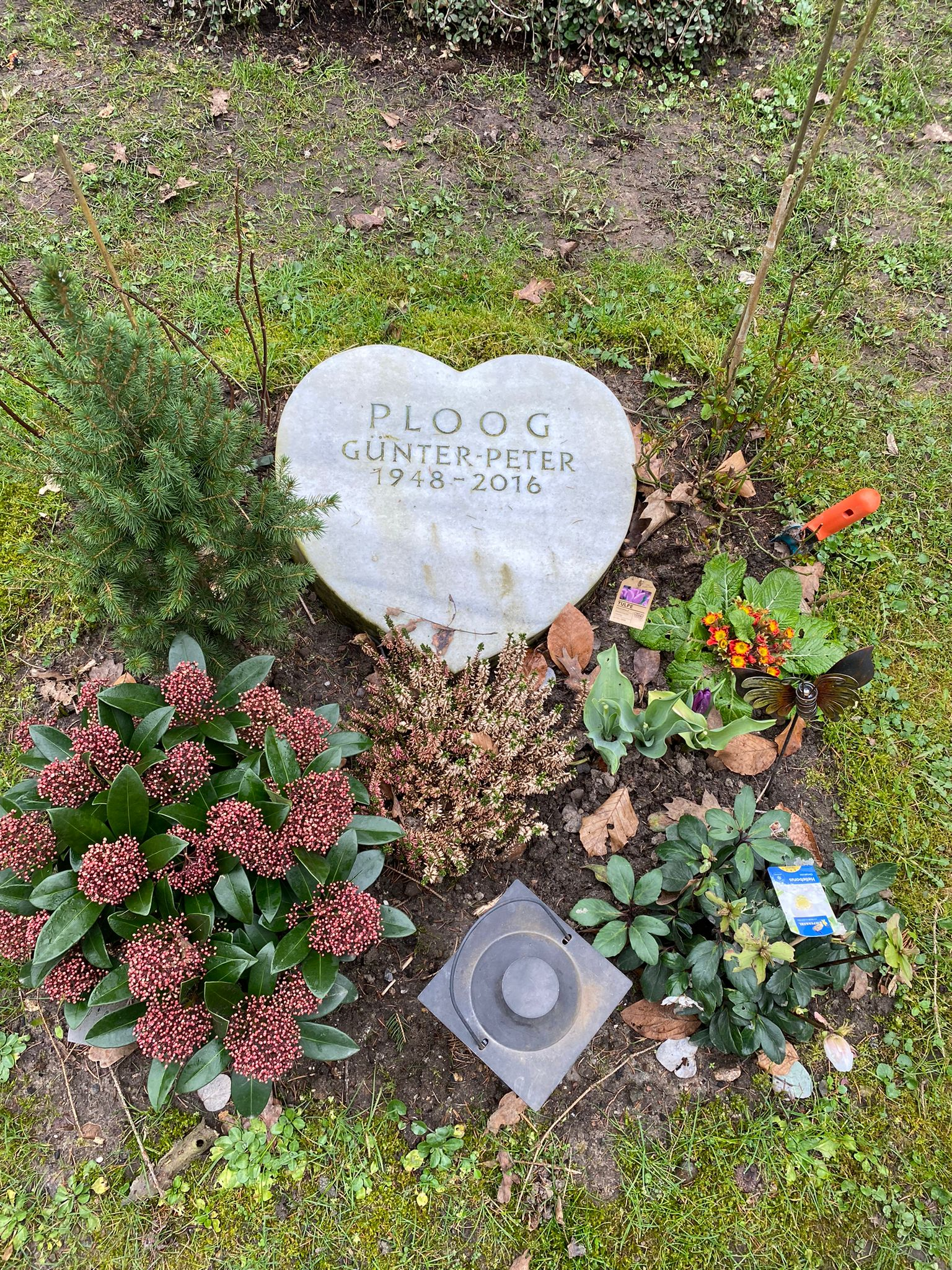
Grabstätte auf dem Friedhof Volksdorf

Von 1971 bis 1979 war Ploog Ressortleiter Sport bei der dpa in Berlin und von 1979 bis 1992 Sportredakteur beim ZDF. 1992 wechselte er als stellvertretender Sportchef zu Premiere (heute Sky Deutschland). 1993 wurde er bei dem Sender Sportchef. Außerhalb seiner beruflichen Tätigkeit setzte sich Ploog beim Hamburger SV in den 1990er Jahren im Auftrag des Vereinsvorstands für die Vermarktung der Eishockeymannschaft in der zweiten Liga ein.
Er blieb bis 2000 bei Premiere, ehe er dann bis 2001 Mediendirektor und Vorstandssprecher bei Eintracht Frankfurt wurde. Ab 2002 war er Inhaber einer Fernsehproduktionsfirma in Hamburg. Zudem kommentierte er seit 2010 für den Hamburger Sportsender Sportdigital. Nebenher kommentierte er beim ZDF vereinzelt Zusammenfassungen der Fußball-Bundesliga. Bei den Olympischen Sommerspielen 2012 und 2016 kommentierte er die Boxveranstaltungen im ZDF. Bei den Olympischen Winterspielen 2014 in Sotschi kommentierte er ebenfalls im ZDF Eishockeyspiele.
Ploog starb am 17. September 2016 im Alter von 68 Jahren an einem Herzinfarkt. Er ruht auf dem Friedhof Volksdorf. 

## Moderationen
- Tele-illustrierte
- ZDF-Sportreportage
- Reporter bei Das aktuelle Sportstudio